# Дорадус
Дорадус (порт. Dourados) — город и муниципалитет в бразильском штате Мату-Гросу-ду-Сул. Составная часть мезорегиона Юго-запад штата Мату-Гроссу-ду-Сул. Входит в экономико-статистический микрорегион Дорадус. Население составляет 182 747 человек на 2007 год. Занимает площадь 4086,387 км². Плотность населения — 44,72 чел./км².
Экономика основана в основном на сельском хозяйстве. Второй по размеру и значимости (после столицы, города Кампу-Гранди) город штата.
Праздник города — 20 декабря.

## История
Крепость Дорадус была построена бразильцами в начале 1860-х годов на спорной с Парагваем территории, что стало одной из причин начала Парагвайской войны.
20 декабря 1935 года поселение получило статус города. Эта дата написана на флаге и гербе Дорадуса.

## Статистика
- Валовой внутренний продукт на 2005 год составляет 1 807 047 000,00 реалов (данные: Бразильский институт географии и статистики).
- Валовой внутренний продукт на душу населения на 2005 год составляет 9869,00 реалов (данные: Бразильский институт географии и статистики).
- Индекс развития человеческого потенциала на 2000 год составляет 0,788 (данные: Программа развития ООН).

## География
Климат местности: тропический.